# Đền thờ Dharmaraya Swamy
Đền thờ Dharmaraya Swamy là một trong những đền thờ cổ nhất và nổi tiếng nằm ở thành phố Bangalore. Đây là đền thờ duy nhất dành riêng cho Pandava và không tìm thấy bất cứ nơi nào khác ở Ấn Độ.